# The Settlers
The Settlers é o primeiro jogo da série de estratégia em tempo real lenta, onde o jogador comanda uma civilização, porém as coisas se movem um pouco mais lento que o normal para facilitar a administração.

## Jogabilidade
O jogo, na maior parte do tempo é controlado pelo mouse, onde ele ordena construções, controla as opções de edifícios e coopera com os ataques. Porém o jogador só pode dar ordens, pois depois de recebidas as unidades já fazem as coisas automaticamente.

## Começando um império
A cada partida os jogadores começam apenas com um castelo, e a partir dele eles começam a fazer ordens e distribuir os habitantes para seus devidos locais de trabalho.

### Movimento
As unidades se movem de maneira lenta, porém precisa, e fazem de tudo pra cumprir o objetivo dado pelo jogador, tais como construir ou atacar. Assim os trabalhadores ficam nas estradas pra carregar tudo até o local de destino, ou então para passar a outro trabalhador. Já os soldados têm um sistema de defesa automático, apesar dos ataques precisarem de ordens. Então é possível notar que em grandes impérios o movimento das coisas perto do castelo central é muito grande por causa do transporte de recursos, e isso então esconde a lentidão do jogo, pois o jogador passa a notar mais a administração.

### Necessidades
Todas as construções tem um morador e os moradores tem suas necessidades para trabalhar, então caso as necessidades sejam cumpridas o trabalhador poderá fazer o que lhe foi ordenado. Mas isso se torna quase automático em uma administração bem sucedida.

## Diplomacia
Depois de um tempo as fronteiras dos impérios começam a se encontrar e então poderão haver batalhas, e tais batalhas são pela tomada de centros de comando, que são os elementos mais importantes de forma militar. Quando o jogador toma todos os centros militares inimigos (incluindo o castelo) o jogador não pode fazer mais nada e então estará derrotado.